# Colpotrochia interrupta
Colpotrochia interrupta là một loài tò vò trong họ Ichneumonidae.